# アグネスデジタル
アグネスデジタル（欧字名:Agnes Digital、1997年5月15日 - 2021年12月8日）は、アメリカ合衆国生産、日本調教の競走馬・種牡馬。
アメリカ合衆国で生産、日本で調教された外国産馬として、1999年に中央競馬でデビュー。中央・地方・日本国外を転戦して芝・ダートを問わず活躍し、2000年から2003年にかけてマイルチャンピオンシップ、マイルチャンピオンシップ南部杯、天皇賞（秋）、香港カップ、フェブラリーステークス、安田記念とGI競走で6勝を挙げた。日本にグレード制が導入された1984年以降、芝・ダートの双方でGI勝利を挙げた最初の馬であり、2001年から2002年にかけては国内外のGIで4連勝という記録を打ち立てた。2001年度JRA賞最優秀4歳以上牡馬。通算32戦12勝。2004年より種牡馬となり、2014年のジャパンダートダービーに優勝したカゼノコなどを輩出している。

## 経歴

### 生い立ち
1997年、アメリカ合衆国ケンタッキー州のラニモードファームにて出生。父・クラフティプロスペクターはアメリカで7勝、G1競走ガルフストリームパークハンデキャップで2着の実績を持ち、種牡馬としてアメリカで数々の重賞勝利馬を出していたほか、日本でもストーンステッパーなどの活躍馬がいた。母・チャンシースクウォーは北米で1勝という成績ながら、近親には種牡馬として日本に輸入されたベイラーン、フランスでG1競走3勝を挙げ、種牡馬としてイギリス・アイルランドのリーディングサイアーとなったブラッシンググルームがいた。両馬は本馬からみて大伯父にあたる。
アメリカ産の日本調教馬はセリ市で買われるか、日本人が現地生産したものが多いが、本馬は後の管理調教師・白井寿昭による独自の情報網でリストアップされた1頭であり、白井と現地生産者との直接取引で購買された。白井は60頭ほどの候補馬から本馬を含めた3頭まで絞り込み、当初は別のシアトルスルー産駒の購買を希望していたが、値引きを持ちかけた所で相手が気分を害して破談となったため、2番手候補だった本馬が購入されたものだった。価格は日本円で約2800万円程だったが、候補馬の中で最も小柄かつ細身の馬であり、現地関係者からは「なぜこんな馬にするんだ?」と言われたほど目立たない馬であったという。
1998年11月、北海道の日高大洋牧場で育成調教に入る。当初は胴が前後に詰まった短距離向きと思わせる体つきをしていたが、競走年齢の2歳に達し本格的な運動が始まった頃からすらりとした姿に変貌していった。体質は丈夫、性格も素直で大人しく、当初の予定より1カ月早く栗東トレーニングセンターの白井のもとへ送られた。

### 戦績

#### 2（3）歳時（1999年）
9月に阪神開催の新馬戦で福永祐一を鞍上にデビュー。ミスタープロスペクター系の馬が良績を挙げるダートの短距離（1400メートル）戦で、スタートから逃げを打つも最終コーナーで勝ったマチカネランにかわされて7馬身差の2着に敗れた。続く2戦目・ダート1200メートル戦で2着に3馬身差をつけて初勝利を挙げた。レース後福永は「これなら上に行っても楽しみだし、芝でも大丈夫な走りをしている」と感想を述べ、3戦目には芝の競走が選ばれた。しかし10頭立ての8着と敗れ、ここからしばらくダート路線を進むことになる。
ダートに戻っての4戦目を2着としたのち、5戦目からベテランの的場均が手綱をとる。的場は競走直前にはじめて跨った際、その線の細さに「大丈夫かな、こんな弱々しい体で…」と不安の念を抱いたが、レースでは2着に7馬身差を付けて勝利。競走後には「まだ本物じゃない。よくなればどんな感じになるのか楽しみだよ」と感想を述べた。以後的場が騎手として固定され、12月には公営・川崎競馬場で行われる交流重賞・全日本3歳優駿に出走。単勝オッズ1.7倍の1番人気に支持されると、第3コーナー先頭からゴールまで押し切って重賞初勝利を挙げた。

#### 3（4）歳時（2000年）
4歳となった2000年は2月のヒヤシンスステークスから復帰したが、ノボジャックの3着と敗れる。的場によれば未だ線の細さが解消されておらず、この競走の直線では一瞬フォームのバランスを崩し「壊れたか」と思ったほどであったという。
その後は、当時外国産馬の春の最大目標となっていたNHKマイルカップを目指し、芝の競走に復帰。クリスタルカップ3着、前哨戦のニュージーランドトロフィー4歳ステークスも3着となり、陣営は芝でも勝負できるという感触を得て、5月7日のNHKマイルカップに臨んだ。当日は4番人気の支持を受けたが、道中7番手の位置から最後の直線で伸びず、そのまま流れこむ形での7着となった。
のち再びダートに戻り、交流重賞・名古屋優駿に出走しレコードタイムで勝利。7月には大井競馬場で行われる交流GI競走・ジャパンダートダービーに出走し、1番人気に支持される。レースでは最終コーナーまで4番手の位置を進んだが、最後の直線で失速し、15頭立ての14着と大敗を喫した。当時の的場の印象ではアグネスデジタルに2000メートルという距離は長すぎ、さらに厚く敷かれた大井のダートも堪え、直線を向いたときにはすでに体力が尽きた状態であった。競走後2カ月の休養をとり、9月にユニコーンステークスで復帰。新馬戦で敗れたマチカネランに2馬身半差を付けて勝利した。10月、古馬（4〈5〉歳以上馬）との初対戦となった武蔵野ステークスでは2着となる。休養を経て、このころには従来の線の細さが解消されつつあった。
秋の最大目標について、陣営はダートのGI競走・ジャパンカップダートと、芝のGI競走・マイルチャンピオンシップの二つの選択肢を設けた。白井はジャパンカップダートを重視し、馬主の渡辺孝男はどちらか決めかねていた。そこで意見を求められた的場は、「芝は問題ないと思います。距離的に2100メートルのダートはちょっと長いのではないでしょうか。マイルの方がいい」と返答し、マイルチャンピオンシップへ向かうことになった。11月19日に迎えたマイルチャンピオンシップは突出した実績馬がおらず、混戦模様といわれる中にあって、芝での実績に乏しいアグネスデジタルは13番人気の評価であった。白井から好調を聞かされていた的場は、楽に好位につけられると踏んでいたが、スタートが切られると流れについていけず、後方からのレース運びとなった。しかし直線に向いたところから追い出すと鋭く伸び、残り200メートルで15番手という位置から先団を一気に差しきり、1番人気のダイタクリーヴァに半馬身差をつけての優勝を果たした。走破タイム1分32秒6はコースレコード。また、13番人気での勝利、その配当5570円は、いずれもレースレコードだった。白井は「思い通りに調整できたので、ひょっとしたらとは思っていた」と語り、的場は「装鞍所で出来はいいと聞いていましたし、今年のメンバーなら面白いと思っていました。特にマークする馬は決めず、この馬のペースを守ることを心がけましたが、最後の脚はすごかったですね。芝・ダートを問わないし、今後が楽しみです」と語った。なお、当時すでに翌春での騎手引退を示唆していた的場は、これが13勝目にして最後のGI制覇となった。また、アグネスデジタルにとってはこれが初めての芝レースでの勝利となった。

#### 4歳時（2001年）
翌2001年1月、年初の重賞・京都金杯では直線で追い込むもダイタクリーヴァに雪辱を許し3着となる。その後は翌月のダートGI競走・フェブラリーステークスへ向かう予定だったが、右前脚に球節炎を発症し休養を余儀なくされる。5月の京王杯スプリングカップでは2月に的場が現役を引退していたため四位洋文を新たな鞍上に迎えて復帰したものの9着、GI・安田記念では11着と敗れ、競走後に再び休養に入った。
9月、復帰戦のダート交流重賞・日本テレビ盃で勝利を挙げると、10月には盛岡で行われる交流GI・マイルチャンピオンシップ南部杯に臨んだ。前年の最優秀ダートホースであるウイングアロー、当年のフェブラリーステークスを制したノボトゥルーを抑えて1番人気の支持を受けると、最後の直線では地元馬トーホウエンペラーとの競り合いを制して優勝。1984年にグレード制が導入されて以来初となる芝・ダート双方でのGI制覇を果たした。
当初陣営は南部杯のあと連覇の可能性があったマイルチャンピオンシップへ出走させる予定を立てていたが、アグネスデジタルの収得賞金額が天皇賞（秋）への出走要件を満たしていたことから、白井は急遽同競走への出走を決定した。天皇賞は日本中央競馬会の国際化計画に基づき、前年より外国産馬にも2頭の出走枠が設けられたばかりだった。競走1カ月前に天皇賞出走と目されていた外国産馬は、宝塚記念優勝の5歳馬メイショウドトウとNHKマイルカップ優勝の3歳馬クロフネであった。2頭のうちクロフネは特に注目を集め、前年春以来、芝の中・長距離戦線ではテイエムオペラオーとメイショウドトウが6度にわたって1、2着を占めており、ファンの間にも倦怠感が漂いつつあるなかで、そうした状況を打破する新勢力として期待されていたのである。しかし、獲得賞金で上回るアグネスデジタルの出走によりクロフネは天皇賞から除外され、一部ファンからはアグネスデジタル陣営に対して「どうせ勝てないくせに、クロフネの邪魔をするな」という旨の非難の声も上がった。クロフネの管理調教師の松田国英はこの時の心境について「『まさか』が正直な気持ちだった」と振り返っていたが、この時点でクロフネの翌年の予定にダートGI競走・フェブラリーステークスが入っていたことから、これを機会に一度ダートを走らせようと天皇賞前日に行われるGIII・武蔵野ステークスに出走することになった。
当日、アグネスデジタルは4番人気に支持されたが、オッズは上位で一桁台のテイエムオペラオー、メイショウドトウ、ステイゴールドからは大きく離れた20倍であった。午前中の降雨により馬場状態は重馬場となり、前座の各競走では馬場の内側を通った馬が伸びあぐねる様子が続いていた。白井は四位に対して「馬場の良いところを走らせるように」、「4コーナーを回ったら、観客席に向かって走れ」という指示を与えた。スタートが切られると、逃げ馬のサイレントハンターが出遅れ、レースを引っ張る馬がいなくなったことで前半1000メートル通過は62秒2と、重馬場を考慮しても遅いペースとなった。多くの馬がこのペースに焦れて騎手との呼吸を欠いていくなか、10番手前後を進んだアグネスデジタルは落ち着いた状態でレースを運んだ。最後の直線ではメイショウドトウをかわしたテイエムオペラオーが抜け出したが、大外を追い込んだアグネスデジタルがゴール前で一気に差し切り、同馬に1馬身差を付けて優勝を果たした。
外国産馬による天皇賞制覇は、出走可能であった1956年秋に優勝したミツドフアーム以来、45年ぶりの出来事であった。馬主の渡辺はインタビューにおいて「周りから心ないことをいろいろ言われましたが、言った人たちは恥をかいたんじゃないでしょうか」と述べた。他方、このときは未だ「馬場状態や展開の利があった」と、その勝利をフロック視する見方もあった。
この後、陣営は連覇が懸かるマイルチャンピオンシップを飛ばし、12月に香港で行われる香港国際競走のメインレース・香港カップへの出走を選択。当年の香港国際競走には4つのG1競走へ6頭の日本馬が参戦し、香港ヴァーズをステイゴールドが、香港マイルをエイシンプレストンが制した。そして迎えた香港カップにおいてアグネスデジタルはG1競走2勝のトブーグ（UAE）に次ぐ2番人気に支持される。アグネスデジタルは14頭立て12番枠からの発走であったが、シャティン競馬場の2000メートルコースはスタート直後に第1コーナーがあり、四位は内の馬の圧力を受けて外へ振られることを嫌い、発走後すぐにアグネスデジタルを先頭に立たせた。そしてコーナーをスムーズに回ると、道中はトブーグがスローペースで馬群を先導する後方で5番手を進んだ。第3コーナーからペースが上がるのに任せてアグネスデジタルは最終コーナーで再び先頭に立ち、最後の直線では追いすがるトブーグをアタマ差しのいで勝利した。
四位は「最初のコーナーをスムーズに回ったところで、これはいけそうだと思った。勝利を確信したのは、直線で先頭に立ったとき。内から（トブーグ騎乗の）デットーリが差し返してきたことも、外から1頭きてたのもわかったけど、負ける気はしなかった。思ったようなレースができてうれしかった」と感想を述べた。日本馬が勝利を重ねるたびに重圧で顔を強張らせていた白井は「そりゃもうプレッシャーがかかったでぇ」と破顔し、「本当に勝てて良かった。世界のホースマンが見ている前で。世界の基準になる2000メートルのレースを勝ったんだから、これは価値があるでしょう」と述べた。
当年これが最後の出走となったアグネスデジタルは、年度表彰JRA賞において最優秀4歳以上牡馬に選出された。年度代表馬には東京優駿（日本ダービー）とジャパンカップを制した3歳馬ジャングルポケットが選出され、アグネスデジタルは24％の得票率で次点となっている。また、最優秀ダートホースには天皇賞除外によりダート路線を進みジャパンカップダートを制したクロフネが受賞したが、同馬は屈腱炎発症によりこの年限りで引退した。

#### 5歳時（2002年）
2002年はドバイワールドカップへの出走を目標に、前年故障のため回避したフェブラリーステークスに出走。史上最多10頭のGI優勝馬が顔を揃えたなかでアグネスデジタルは1番人気の支持を受け、レースでは6番手追走から先行勢を差し切って優勝した。南部杯、天皇賞、香港カップ、フェブラリーステークスと4戦連続でのGI制覇は史上初の記録となった。既に統一GIのマイルチャンピオンシップ南部杯を制したことにより芝・ダート両GI制覇を達成していたが、この勝利により前年のクロフネに次ぐ史上2例目の中央競馬における芝・ダートの両GI制覇を達成することとなった。
のち香港経由でドバイに入り、3月23日ドバイワールドカップを迎えた。本命と目されていた前年の凱旋門賞優勝馬・サキーに騎乗するランフランコ・デットーリは警戒する相手としてアグネスデジタルを挙げたが、アグネスデジタルは航空機のトラブルにより香港で一時足止めされていたほか、ドバイ到着後も集中豪雨があったため調教不順で、その状態は芳しいものではなかった。レースでは後方待機から最後の直線で追い込みを図ったが、勝ったストリートクライ（UAE）から約16馬身差の6着と敗れた。白井は後に「コースは合っていたと思うんだけど、輸送で足止めくらって熱発したりして、絶好の状態で行ったのにその半分以下になった。立て直すのに日にちがなくて、ついて回るのが精一杯でね。言い訳ではなくて、ドバイは調整が難しいと思った」と回顧している。
その後は香港へ戻り、香港マイル優勝馬エイシンプレストンと共にクイーンエリザベス2世カップに出走。当日はグランデラ（UAE）、エイシンプレストンに次ぐ3番人気となった。レースでは5番手追走から最後の直線で先頭に立ったが、ゴール前でエイシンプレストンに差され、半馬身差の2着となった。日本国外の競走における日本馬の1、2着独占は史上初の出来事であった。なお、今回のアグネスデジタルのような2カ国に跨った転戦の場合、従来は検疫上の理由から一度日本に帰国しなければならなかったが、白井がJRA理事長に訴えてドバイから香港への直接出走を可能とした。評論家の合田直弘は「これも海外遠征史におけるひとつの大きな成果だった」と評価している。

#### 6歳時（2003年）
香港から帰国後、前年秋からの連戦疲労により右肩や後躯に不安が出たため休養に入る。そのまま約1年を休養に充て、2003年5月に交流重賞・かきつばた記念（名古屋）で復帰したが、最終コーナーで先頭に並びかけるも4着と敗れる。この内容に「もう復調はない」「全盛期を過ぎた」との見方もあった。
6月8日、2年前に11着と敗れていた安田記念に出走。GI競走未勝利のローエングリンが1番人気と確固たる中心を欠くなかで4番人気の評価となった。レースでは中団を進み、最後の直線では外に持ちだして追い込むと、先に抜け出したアドマイヤマックスとローエングリンを差し切り、1年4カ月ぶりの勝利を挙げた。走破タイム1分32秒1は1990年にオグリキャップが出した記録を13年ぶりに更新するコースレコードであった。四位は「精神的にタフな馬。本当に力がある」と称え、白井は「信じられない。この馬の勝負根性には頭が下がる思いです」と労った。なお、これによりアグネスデジタルのGI勝利数は、いずれも最多7勝を挙げたシンボリルドルフ、テイエムオペラオーに次ぐ6勝となり、また史上4頭目の4年連続GI勝利という記録も達した。
これがアグネスデジタルの最後の勝利となり、以後は日本テレビ盃の2着を最高成績として、年末の有馬記念9着を最後に引退。翌2004年1月18日に京都競馬場で引退式が行われ、マイルチャンピオンシップ優勝時のゼッケン「13」を着けて最後の走りを見せた。なお、引退式に向けて軽い調教が続けられていたが、このなかでアグネスデジタルは全盛期の雰囲気を取り戻しつつあったといい、担当厩務員の井上多実男は「もう少し早く良くなってほしかったけど、年を取っているから良化がスローだったのかもしれない。うまくいかないものだね」と語った。

### 引退後
引退後は種牡馬として北海道新冠町のビッグレッドファームで繋養。初年度産駒は2007年にデビューした、エイムアットビップ、ドリームシグナル、ヤマニンキングリーらの活躍により、新種牡馬ランキングでシンボリクリスエスに次ぐ2位となった。翌2008年1月、ドリームシグナルがシンザン記念を制し、産駒が重賞初勝利を挙げる。2014年にはカゼノコがジャパンダートダービーを制し、産駒のGI（JpnI）初制覇を果たした。自身と同じく、芝とダートの両方をこなす産駒も送り出している。
2020年をもって種牡馬を引退し、その後は十勝軽種馬農業協同組合種馬所で余生を送っていたが、2021年12月8日、放牧中の事故により安楽死となった。

## 競走成績
| 年月日     | 競馬場 | レース名          | 格   | オッズ       | 着順 | 距離          | タイム  | （上3F） | タイム 差 | 騎手     | 斤量 [kg] | 勝ち馬/（2着馬）       |
| 1999.09.12 | 阪神   | 3歳新馬           |      | 2.2（2人）   | 2着  | ダ1400m（良） | 1:26.1  | （37.9） | 1.1       | 福永祐一 | 53        | マチカネラン           |
| 0000.10.02 | 阪神   | 3歳新馬           |      | 1.2（1人）   | 1着  | ダ1200m（良） | 1:13.0  | （36.5） | -0.5      | 福永祐一 | 53        | （ツルマルアラシ）     |
| 0000.10.09 | 京都   | もみじS           |      | 9.1（7人）   | 8着  | 芝1200m（良） | 1:09.7  | （35.8） | 1.2       | 福永祐一 | 53        | エンドアピール         |
| 0000.11.07 | 京都   | もちの木賞        |      | 4.7（1人）   | 2着  | ダ1400m（良） | 1:25.1  | （37.4） | 0.0       | 福永祐一 | 54        | スリーフォーナイナ     |
| 0000.11.27 | 東京   | 3歳500万下        |      | 1.8（1人）   | 1着  | ダ1600m（良） | 1:38.2  | （36.6） | -1.2      | 的場均   | 54        | （ファインイレブン）   |
| 0000.12.23 | 川崎   | 全日本3歳優駿     | GII  | 1.7（1人）   | 1着  | ダ1600m（良） | 1:41.1  | （38.7） | -0.5      | 的場均   | 54        | （ツルミカイウン）     |
| 2000.02.20 | 東京   | ヒヤシンスS       |      | 3.5（3人）   | 3着  | ダ1600m（良） | 1:37.8  | （38.7） | 1.4       | 的場均   | 57        | ノボジャック           |
| 0000.03.12 | 中山   | クリスタルC       | GIII | 26.2（8人）  | 3着  | 芝1200m（良） | 1:10.3  | （36.5） | 0.5       | 的場均   | 56        | スイートオーキッド     |
| 0000.04.08 | 中山   | NZT4歳S           | GII  | 23.4（7人）  | 3着  | 芝1600m（良） | 1:34.5  | （35.6） | 0.1       | 的場均   | 56        | エイシンプレストン     |
| 0000.05.07 | 東京   | NHKマイルC        | GI   | 8.0（4人）   | 7着  | 芝1600m（良） | 1:34.3  | （36.1） | 0.8       | 的場均   | 57        | イーグルカフェ         |
| 0000.06.14 | 名古屋 | 名古屋優駿        | GIII | 4.1（3人）   | 1着  | ダ1900m（重） | R1:59.8 |          | -0.3      | 的場均   | 55        | （マイネルコンバット） |
| 0000.07.12 | 大井   | ジャパンDダービー | GI   | （1人）      | 14着 | ダ2000m（良） | 2:09.3  | （41.5） | 2.9       | 的場均   | 56        | マイネルコンバット     |
| 0000.09.30 | 中山   | ユニコーンS       | GIII | 10.0（4人）  | 1着  | ダ1800m（良） | 1:50.7  | （37.2） | -0.4      | 的場均   | 56        | （マチカネラン）       |
| 0000.10.28 | 東京   | 武蔵野S           | GIII | 8.3（4人）   | 2着  | ダ1600m（良） | 1:35.2  | （36.6） | 0.2       | 的場均   | 55        | サンフォードシチー     |
| 0000.11.19 | 京都   | マイルCS          | GI   | 55.7（13人） | 1着  | 芝1600m（良） | R1:32.6 | （34.3） | -0.1      | 的場均   | 55        | （ダイタクリーヴァ）   |
| 2001.01.05 | 京都   | 京都金杯          | GIII | 4.8（3人）   | 3着  | 芝1600m（良） | 1:33.8  | （34.3） | 0.4       | 的場均   | 58        | ダイタクリーヴァ       |
| 0000.05.13 | 東京   | 京王杯SC          | GII  | 8.6（4人）   | 9着  | 芝1400m（良） | 1:20.7  | （34.4） | 0.6       | 四位洋文 | 59        | スティンガー           |
| 0000.06.03 | 東京   | 安田記念          | GI   | 17.7（6人）  | 11着 | 芝1600m（良） | 1:34.1  | （35.9） | 1.1       | 四位洋文 | 58        | ブラックホーク         |
| 0000.09.19 | 船橋   | 日本テレビ盃      | GIII | 4.3（3人）   | 1着  | ダ1800m（良） | 1:51.2  | （37.9） | -0.7      | 四位洋文 | 58        | （タマモストロング）   |
| 0000.10.08 | 盛岡   | マイルCS南部杯    | GI   | 2.1（1人）   | 1着  | ダ1600m（良） | 1:37.7  |          | -0.1      | 四位洋文 | 56        | （トーホウエンペラー） |
| 0000.10.28 | 東京   | 天皇賞（秋）      | GI   | 20.0（4人）  | 1着  | 芝2000m（重） | 2:02.2  | （35.4） | -0.2      | 四位洋文 | 58        | （テイエムオペラオー） |
| 0000.12.16 | 香港   | 香港C             | GI   | （2人）      | 1着  | 芝2000m（良） | 2:02.8  |          | ｱﾀﾏ       | 四位洋文 | 57.2      | （Tobougg）            |
| 2002.02.17 | 東京   | フェブラリーS     | GI   | 3.5（1人）   | 1着  | ダ1600m（良） | 1:35.1  | （35.6） | -0.2      | 四位洋文 | 57        | （トーシンブリザード） |
| 0000.03.23 | UAE    | ドバイワールドC   | GI   | 発売なし     | 6着  | ダ2000m（良） |         |          |           | 四位洋文 | 57        | Street Cry             |
| 0000.04.21 | 香港   | QE2世C            | GI   |              | 2着  | 芝2000m（良） | 2:02.6  |          | 0.1       | 四位洋文 | 57.2      | Eishin Preston         |
| 2003.05.01 | 名古屋 | かきつばた記念    | GIII | （4人）      | 4着  | ダ1400m（良） | 1:25.9  |          | 0.4       | 四位洋文 | 59        | ビワシンセイキ         |
| 0000.06.08 | 東京   | 安田記念          | GI   | 9.4（4人）   | 1着  | 芝1600m（良） | R1:32.1 | （33.7） | クビ      | 四位洋文 | 58        | （アドマイヤマックス） |
| 0000.06.29 | 阪神   | 宝塚記念          | GI   | 6.8（3人）   | 13着 | 芝2200m（良） | 2:13.7  | （37.9） | 1.7       | 四位洋文 | 58        | ヒシミラクル           |
| 0000.09.15 | 船橋   | 日本テレビ盃      | GII  | （1人）      | 2着  | ダ1800m（良） | 1:52.2  | （38.3） | 0.8       | 四位洋文 | 58        | スターキングマン       |
| 0000.10.13 | 盛岡   | マイルCS南部杯    | GI   | （2人）      | 5着  | ダ1600m（不） | 1:37.0  |          | 1.6       | 四位洋文 | 57        | アドマイヤドン         |
| 0000.11.02 | 東京   | 天皇賞（秋）      | GI   | 7.9（4人）   | 17着 | 芝2000m（良） | 2:00.4  | （35.8） | 2.4       | 四位洋文 | 58        | シンボリクリスエス     |
| 0000.12.28 | 中山   | 有馬記念          | GI   | 17.4（7人）  | 9着  | 芝2500m（良） | 2:32.8  | （36.6） | 2.3       | 四位洋文 | 57        | シンボリクリスエス     |

- 1 タイム欄のRはレコード勝ちを示す。
- 2 勝利してタイム差がない（0.0秒）場合は着差を表記。
- 3 香港での正式な負担重量は126ポンド。1ポンドは約453グラム。
- 4 2002年クイーンエリザベス2世カップの勝ち馬エイシンプレストンの表記は、海外国際競走の慣例に従い英語表記とした。

### 表彰
- 2001年（7戦4勝）JRA賞最優秀4歳以上牡馬（200/283票）

## 特徴・評価
国内外11の競馬場で走り、芝・ダートを問わず、中央、地方、香港でGI3連勝を遂げるといった競走生活から、「オールラウンダー」、「万能の名馬」と評される。ライターの阿部珠樹は「これほど多彩なカテゴリーで強さを見せた馬は日本の競馬史には見当たらない。わずかにダートや1200メートルから3200メートルの天皇賞まで勝ちまくった1960年代のタケシバオーが思い浮かぶぐらいだろう」と評している。一方、山河拓也はタケシバオーについて「ポピュラーなスポーツといえば野球しかなかった時代に、身体能力の飛び抜けた少年が『野球じゃ4番、サッカーじゃエース・ストライカー』を任されていたようなものだ」としたうえで、当時とは異なり各路線にスペシャリストがいる時代に存在したアグネスデジタルを「真のスーパー万能型」、「異能のスーパーホース」と呼んだ。
白井寿昭は「こんな馬はもうなかなか出ない」と評し、四位洋文は燃え尽きたと思われたあと安田記念を勝った際「常識を裏切るというか、本当にワンダーホースだと思った」と回顧している。このときは担当厩務員の井上多実男も「この馬はわからん」と舌を巻いていたという。各地を転戦して好成績を挙げた秘訣には精神面の強さが挙げられるが、その性格は非常に大人しく、四位によれば「寝ぼけてるみたい」「やる気あるのかな、みたいな」馬であったという。
日本中央競馬会の広報誌『優駿』が通巻800号記念として行った名馬選定企画「未来に語り継ぎたい不滅の名馬たち」（2010年）では、読者投票により第38位にランクインした。2014年末にも行われた同様の企画では44位となっている。
なお2020年現在、中央競馬の芝・ダート両GIを制覇した競走馬はアグネスデジタルを含めて5頭おり、いずれも芝のGI競走を制覇後にダートのGI競走を制覇するという順序で記録されたものであるが、ダートのGI競走を制覇後に芝のGI競走を（再）制覇した競走馬はアグネスデジタルが唯一である。

## 種牡馬成績

### 主な産駒

#### グレード制重賞勝利馬
※太字はGIまたはJpnI競走。
- 2005年産
  - ドリームシグナル（2008年シンザン記念[46]）
  - ユビキタス（2008年ユニコーンステークス[47]）
  - ヤマニンキングリー（2008年中日新聞杯、2009年札幌記念、2011年シリウスステークス[48]）
  - ダイシンオレンジ（2010年アンタレスステークス、2011年平安ステークス[49]）
- 2006年産
  - グランプリエンゼル（2009年函館スプリントステークス[50]）
- 2007年産
  - サウンドバリアー（2010年フィリーズレビュー[51]）
- 2009年産
  - メイショウスザンナ（2015年クイーンステークス[52]）
- 2011年産
  - カゼノコ（2014年ジャパンダートダービー[53]）
  - アスカノロマン（2016年東海ステークス、平安ステークス[54]）

#### 地方重賞勝利馬
- 2005年産
  - シスターエレキング（2008年ロジータ記念[55]）
  - マイネベリンダ（2010年ビューチフル・ドリーマーカップ、青藍賞[56]）
  - マイネルポンピオン（2013年佐賀弥生賞、佐賀桜花賞[57]）
- 2006年産
  - セイリュウザクラ（2009年サラブレッド大賞典[58]）
  - ドリームクラフト（2013年岩鷲賞、栗駒賞、白嶺賞 2014年トウケイニセイ記念[59]）
- 2007年産
  - アートオブビーン（2009年園田プリンセスカップ[60]）
  - バックアタック（2010年ユングフラウ賞[61]）
  - デジタルゴールド（2012年尾張名古屋杯 2013年名港盃[62]）
  - ドリームゴスペル（2014年唐津湾賞、鏡山賞[63]）
- 2008年産
  - サカジロタイヨー（2011年新春ペガサスカップ[64]）
- 2009年産
  - マイネルセグメント（2011年ライデンリーダー記念 2012年新緑賞、東海ダービー[65]）
  - コスモエスプレッソ（2013年新春盃[66]）
  - マイネルバルビゾン（2014年岩鷲賞[67]）
- 2010年産
  - コウギョウデジタル（2013年ウイナーカップ、ひまわり賞、不来方賞 2014年あすなろ賞、フェアリーカップ、OROカップディスタフ[68]）
- 2011年産
  - シグラップロード（2014年スプリングカップ[69]）
  - ダンツキャッチ（2015年九州大賞典）[70]）
  - モンサンカノープス（2016年川崎マイラーズ[71]）
  - トランヴェール（2017年サマーカップ[72]）
  - メイショウオセアン（2018年岩鷲賞[73]）
- 2013年産
  - ベルゼブブ（2016年戸塚記念[74]）
  - チャイヨー（2016年ウイナーカップ[75]）
  - シゲルクロマグロ（2017年耶馬溪賞、ウインターチャンピオン[76]）
- 2014年産
  - セレニティフレア（2017年ゴールドジュニア[77]）
- 2015年産
  - エイシンデジタル（2021年摂津盃）
- 2016年産
  - トーセンガーネット（2019年ニューイヤーカップ、桜花賞、東京プリンセス賞[78]）

### 母の父としての主な産駒

#### グレード制重賞優勝馬
- 2012年産
  - ディアドムス（2014年全日本2歳優駿、北海道2歳優駿） - 父ジャングルポケット[79]
- 2013年産
  - ブラックスピネル（2017年東京新聞杯） - 父タニノギムレット[80]
- 2015年産
  - サウンドキアラ  (2020年京都金杯、京都牝馬ステークス、阪神牝馬ステークス) - 父ディープインパクト、母サウンドバリアー
- 2016年産
  - ジェミニキング（2023年阪神スプリングジャンプ）- 父トランセンド[81]
- 2018年産
  - ソロユニット（2020年エーデルワイス賞） - 父アジアエクスプレス[82]
  - シャマル（2022年東京スプリント、サマーチャンピオン、テレ玉杯オーバルスプリント、2023年・2024年・2025年黒船賞、2024年・2025年かしわ記念、2025年さきたま杯） - 父スマートファルコン[83]

#### 地方重賞優勝馬
- 2012年産
  - キヨマサ（2016年・2017年・2019年霧島賞）- 父ソングオブウインド[84]
- 2013年産
  - エイシンニシパ（2016年岐阜金賞 2017年新春賞、名港盃、姫山菊花賞 2018年はがくれ大賞典 2019年新春賞、はがくれ大賞典、兵庫大賞典 2020年新春賞、姫山菊花賞 2021年新春賞、はがくれ大賞典） - 父ワイルドラッシュ
- 2014年産
  - ダズンフラワー（2017年ジュニアグランプリ）-父 バトルプラン
- 2015年産
  - クロスウィンド（2017年ブロッサムカップ、2018年王冠賞、ロジータ記念） - 父ヴァーミリアン[85]
  - ファストフラッシュ（2021年・2022年金沢スプリングカップ連覇、2022年サマーカップ） - 父シニスターミニスター
- 2017年産
  - イチライジン（2019年園田ジュニアカップ） - 父キングヘイロー
  - アザワク（2020年 - 2022年グランシャリオ門別スプリント3連覇、2021年道営スプリント） - 父カレンブラックヒル[86]
  - アルカウン（2023年ベイスプリント）- 父ネオユニヴァース
- 2018年産
  - アルティマソウル（2021年佐賀ユースカップ）- 父シニスターミニスター
- 2020年産
  - メンコイボクチャン（2023年若潮スプリント）- 父コパノリチャード[87]

## 血統表
| アグネスデジタルの血統         | アグネスデジタルの血統           | アグネスデジタルの血統   | （血統表の出典）         | （血統表の出典） |
| 父系                           | ミスタープロスペクター系         | ミスタープロスペクター系 | ミスタープロスペクター系 | [ § 2 ]          |
| 父 Crafty Prospector 1979 栗毛 | 父の父Mr.Prospector 1970 鹿毛    | Raise a Native           | Native Dancer            | Native Dancer    |
| 父 Crafty Prospector 1979 栗毛 | 父の父Mr.Prospector 1970 鹿毛    | Raise a Native           | Raise You                |                  |
| 父 Crafty Prospector 1979 栗毛 | 父の父Mr.Prospector 1970 鹿毛    | Gold Digger              | Nashua                   | Nashua           |
| 父 Crafty Prospector 1979 栗毛 | 父の父Mr.Prospector 1970 鹿毛    | Gold Digger              | Sequence                 |                  |
| 父 Crafty Prospector 1979 栗毛 | 父の母Real Crafty Lady 1975 栗毛 | In Reality               | Intentionally            | Intentionally    |
| 父 Crafty Prospector 1979 栗毛 | 父の母Real Crafty Lady 1975 栗毛 | In Reality               | My Dear Girl             |                  |
| 父 Crafty Prospector 1979 栗毛 | 父の母Real Crafty Lady 1975 栗毛 | Princess Roycraft        | Royal Note               | Royal Note       |
| 父 Crafty Prospector 1979 栗毛 | 父の母Real Crafty Lady 1975 栗毛 | Princess Roycraft        | Crafty Princess          |                  |
| 母 Chancey Squaw 1991 鹿毛     | 母の父Chief's Crown 1982 鹿毛    | Danzig                   | Northern Dancer          | Northern Dancer  |
| 母 Chancey Squaw 1991 鹿毛     | 母の父Chief's Crown 1982 鹿毛    | Danzig                   | Pas de Nom               |                  |
| 母 Chancey Squaw 1991 鹿毛     | 母の父Chief's Crown 1982 鹿毛    | Six Crowns               | Secretariat              | Secretariat      |
| 母 Chancey Squaw 1991 鹿毛     | 母の父Chief's Crown 1982 鹿毛    | Six Crowns               | Chris Evert              |                  |
| 母 Chancey Squaw 1991 鹿毛     | 母の母Allicance 1980 鹿毛        | Alleged                  | Hoist the Flag           | Hoist the Flag   |
| 母 Chancey Squaw 1991 鹿毛     | 母の母Allicance 1980 鹿毛        | Alleged                  | Princess Pout            |                  |
| 母 Chancey Squaw 1991 鹿毛     | 母の母Allicance 1980 鹿毛        | Runaway Bride            | Wild Risk                | Wild Risk        |
| 母 Chancey Squaw 1991 鹿毛     | 母の母Allicance 1980 鹿毛        | Runaway Bride            | Aimee                    |                  |
| 母系(F-No.)                    | Aimee系(FN:22-d)                 | Aimee系(FN:22-d)         | Aimee系(FN:22-d)         | [ § 3 ]          |
| 5代内の近親交配                | なし                             | なし                     | なし                     | [ § 4 ]          |
| 出典                           | 1. 2. 3. 4.                      | 1. 2. 3. 4.              | 1. 2. 3. 4.              | 1. 2. 3. 4.      |

- 6代母Eclair（エクレア）はファルマスステークス勝ち馬。
- 4代母Aimee（エメ）から連なるファミリーは世界的に発展している[89]。本馬が属するラナウェイブライドからの分枝（下記）以外では、その妹Khazaeenの子孫にキングカメハメハなどがいる[89]。

### 主な近親
- 半弟 - シェルゲーム（牡・2001年産、父Swain）：2004年巴賞、同年毎日杯2着、同年青葉賞3着、2008年 - 2011年種牡馬供用
- 半弟 - ジャリスコライト（牡・2003年産、父ファンタスティックライト）：2006年京成杯
- 又従兄弟 - アイルトンシンボリ（牡・1989年産、父シンボリルドルフ）：1992年・1993年ステイヤーズステークス
- 大伯父 - Blushing Groom（牡・1974年産、父レッドゴッド）：1976年ロベールパパン賞、モルニ賞、サラマンドル賞、グラン・クリテリウム、1977年プール・デッセ・デ・プーラン